# 民放5局 同時生放送!EXPO2025 大阪・関西万博 開幕前日SP
『民放5局 同時生放送!EXPO2025 大阪・関西万博 開幕前日SP』（みんぽうごきょく どうじなまほうそう!エキスポにいぜろにいごー おおさか・かんさいばんぱく かいまくぜんじつスペシャル）は、2025年4月12日に在阪民放テレビ5局が共同制作・生放送した特別番組。

## 番組概要
開幕を翌日に控えた2025年日本国際博覧会（大阪・関西万博）を記念して、在阪民放テレビ5局が会場である夢洲から同時生放送。各局のアナウンサーとマスコットキャラクターが、垣根を越えて万博の見どころや最新情報などをお届けした。放送後TVerでも配信された。

## 放送時間
- 2025年4月12日 11:00 - 11:30（JST）

## 出演者
太字はメインMC。
毎日放送
- 福島暢啓
- 山崎香佳
- 中野広大
- 関岡香（ナレーション）
- らいよんチャン

朝日放送テレビ
- 岩本計介
- 大石紗椰
- 中村想人
- エビシー

テレビ大阪
- ウーデンジェニファー里沙
- 前田拓哉
- 上原美穂
- たこるくん

カンテレ
- 橋本和花子
- 藤本景子
- 山本大貴
- ハチエモン

読売テレビ
- 黒木千晶
- 佐藤佳奈
- 渡邊幹也
- シノビー

ゲスト
- コブクロ
- ミャクミャク
- ハイジ